# F大調

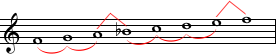
F大調音階（為全音，為半音）

F大調是一個基於F音的大調，由F、G、A、B♭、C、D、E和F組成，調號有一個降號。關係小調是d小調，並行小調是f小調。
F大調是英國管、巴塞管的定調，法國號、小號及華格納低音號也有F調。這些移調樂器的F調會寫成C調。
F大調的樂曲有約翰·塞巴斯蒂安·巴赫的《第一布蘭登堡協奏曲》及《第二布蘭登堡協奏曲》。安東尼奧·韋瓦第《四季》中的《秋》。